# Подхајска
Подхајска (слч. Podhájska, мађ. Bellegszencse) насељено је мјесто са административним статусом сеоске општине (слч. obec) у округу Нове Замки, у Њитранском крају, Словачка Република.

## Становништво
| Година:    | 1994. | 2004.   | 2014.    | 2024.   |
| ---------- | ----- | ------- | -------- | ------- |
| Број људи: | 1258  | 1156    | 1032     | 1062    |
| Разлика:   |       | -8,10 % | -10,72 % | +2,90 % |

| Година:    | 2023. | 2024.   |
| ---------- | ----- | ------- |
| Број људи: | 1055  | 1062    |
| Разлика:   |       | +0,66 % |

Према подацима о броју становника из 2011. године насеље је имало 1.065 становника.